# Eriogonum caespitosum
Eriogonum caespitosum es una especie de planta perenne perteneciente a la familia de las poligonáceas. Es originaria de Norteamérica.

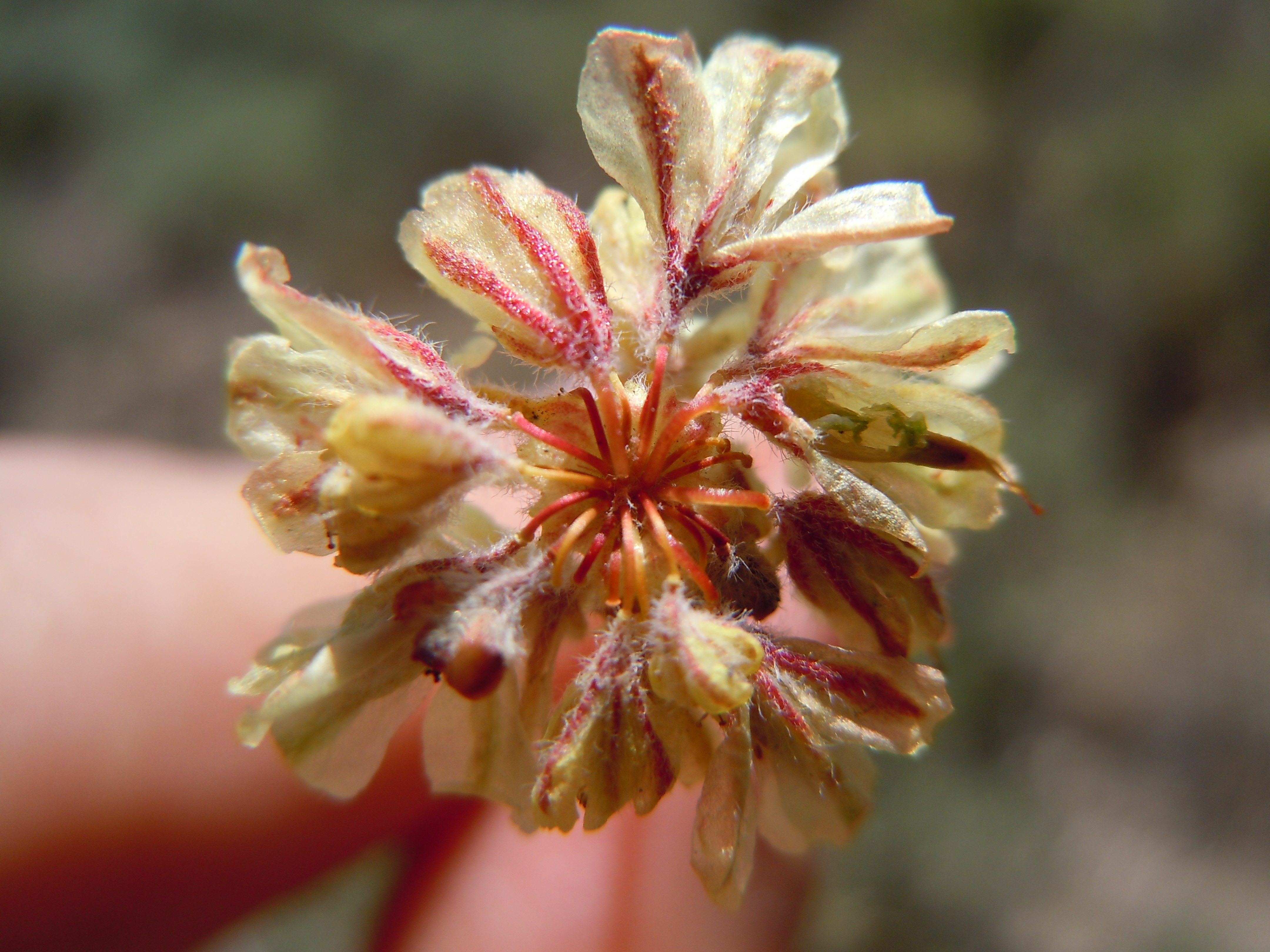
Detalle de la flor

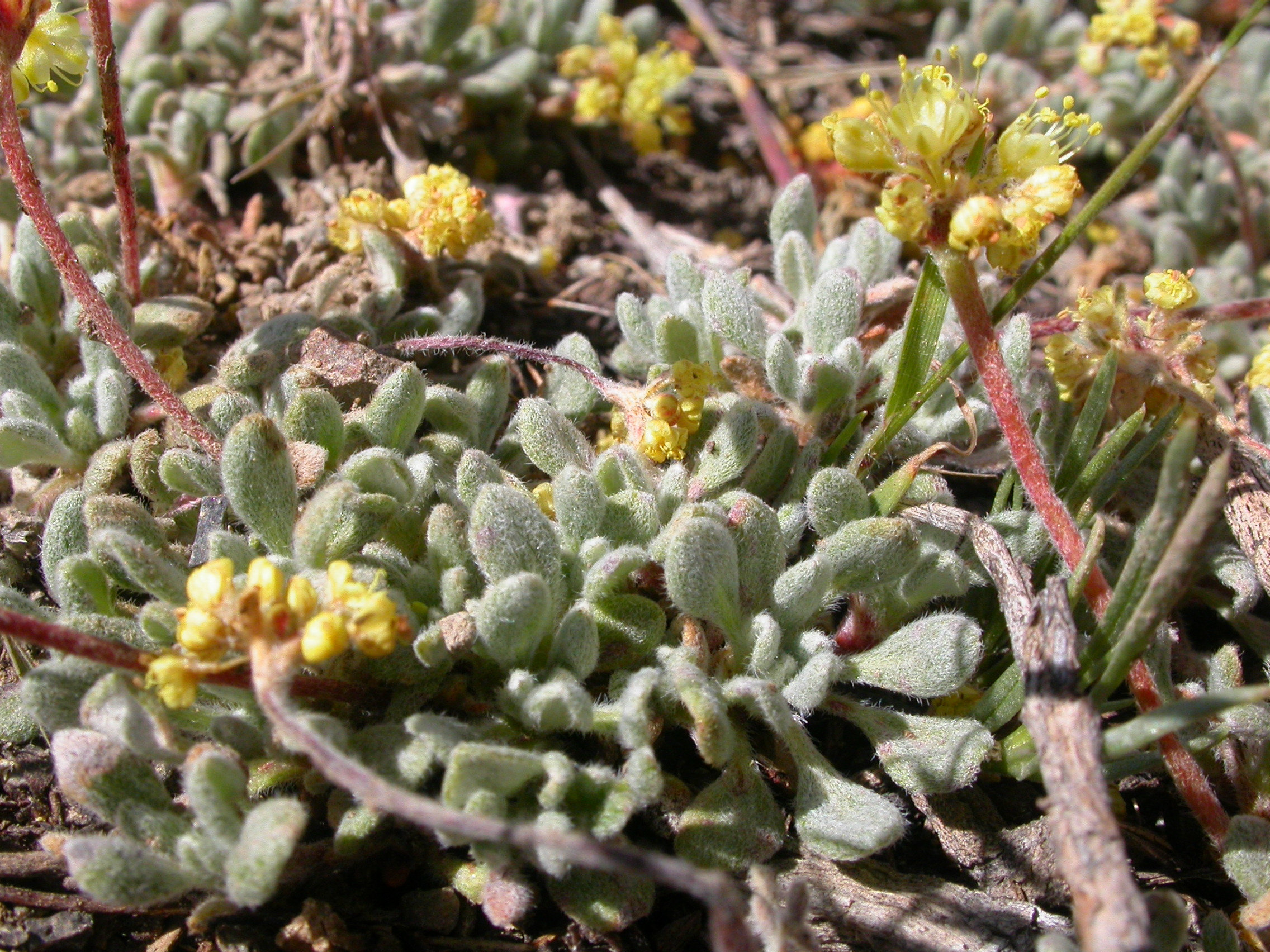
Vista de la planta

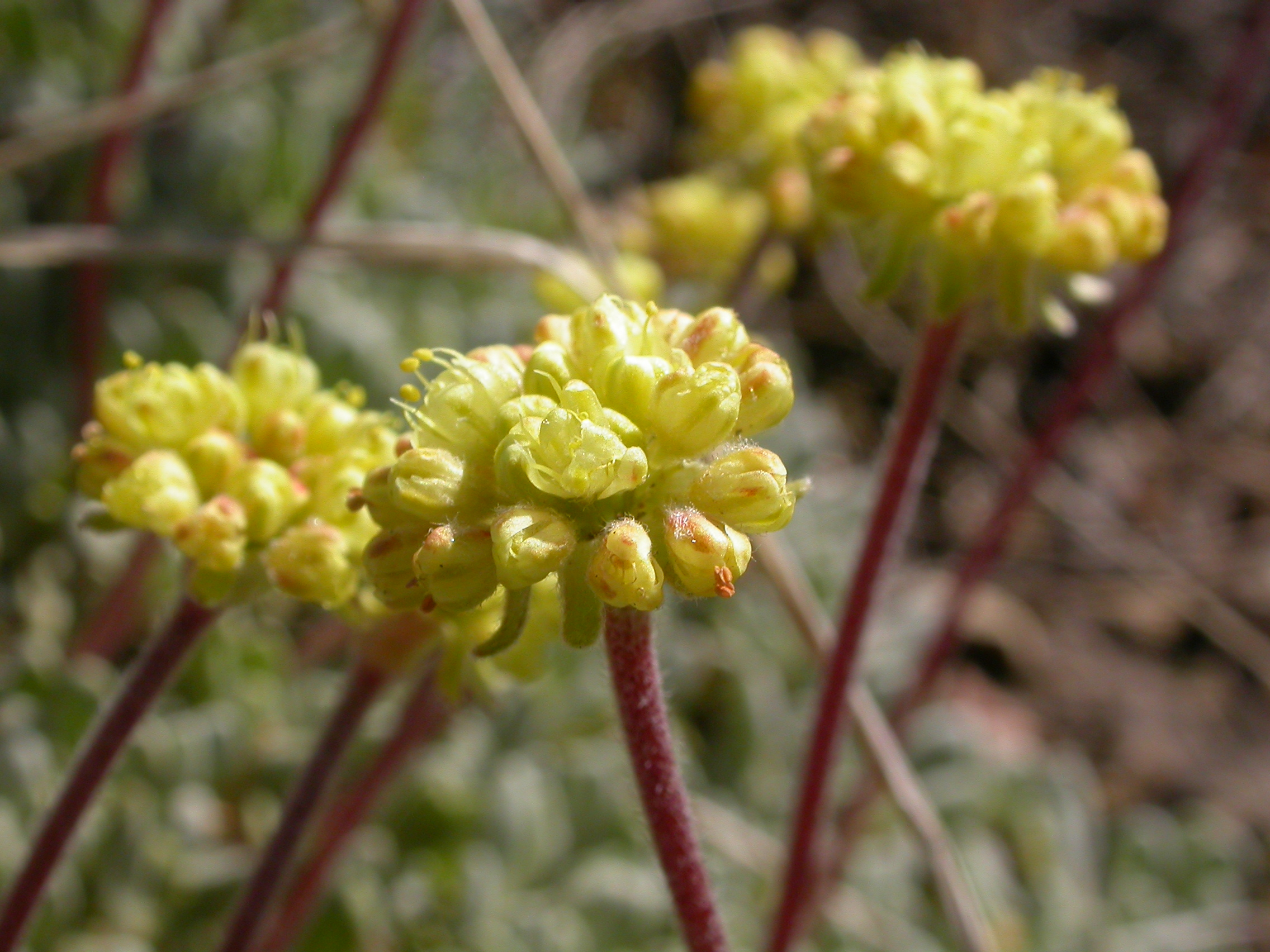
Inflorescencias

## Distribución y hábitat
Es originaria del oeste de Estados Unidos desde California a Montana, especialmente la Gran Cuenca. También se cultiva como planta para jardín de rocas. Crece en esteras planas leñosas, en sustratos de arena y grava.

## Descripción
Es una planta perenne resistente que tiene hojas pequeñas, de color grisáceo, con forma de cuchara, debido a sus bordes redondeados. Desde la estera surgen muchas inflorescencias erectas con racimos de color amarillo verdoso brillantes y flores rojas redondas que cuelgan hacia atrás sobre el borde del involucro. Algunas de las flores son bisexuales y miden hasta un centímetro de ancho cada una. Algunas sólo estaminadas, son mucho más pequeñas.

## Taxonomía
Eriogonum caespitosum fue descrita por Thomas Nuttall y publicado en Journal of the Academy of Natural Sciences of Philadelphia 7(1): 50–51, pl. 8, f. 2. 1834.
Etimología
Eriogonum: nombre genérico que deriva de las palabras griegas: Erion = "lana", y gonu = "articulación de la rodilla" en referencia a las articulaciones peludas o lanudas de algunas de las especies del género.
caespitosum: epíteto latíno que significa "cespitosa".
Sinonimia
- Eriogonum andinum Nutt.
- Eriogonum caespitosum var. alyssoides Gand.
- Eriogonum caespitosum subsp. ramosum (Piper) S.Stokes
- Eriogonum caespitosum subsp. typicum S.Stokes
- Eriogonum douglasii subsp. ramosum Piper
- Eriogonum sericoleucum Greene ex Tidestr.
- Eriogonum sphaerocephalum var. sericoleucum (Greene ex Tidestr.) S.Stokes[4]